# Les Trois Cheveux d'or du Diable

Les Trois Cheveux d'or du Diable ou Le Diable et ses trois cheveux d'or (en allemand Der Teufel mit den drei goldenen Haaren) est un conte populaire allemand qui figure parmi ceux recueillis par les frères Grimm dans le premier volume de Contes de l'enfance et du foyer (KHM29).

## Versions
Le conte est originaire de Zwehrn en Hesse et de la région du Main.

## Résumé
Le fils d'un pauvre homme est né coiffé et on lui prédit d'épouser la fille du roi dès qu'il aura quatorze ans. Le roi passe au village et, en apprenant cette naissance et ce présage qu'il juge stupide, il se présente aux parents et leur demande, en échange de beaucoup d'or, de lui confier le nouveau-né. Le roi dépose le nourrisson dans une boîte, qu'il ne tarde pas à jeter à la rivière. La boîte ne coule pas, cependant, comme le roi l'aurait souhaité, mais elle flotte jusqu'à un moulin, où un commis la repêche. Découvrant le bébé, il court le montrer au couple de meuniers, qui, eux-mêmes sans enfants, décident aussitôt de l'adopter. Ils l'élèvent.
Bien plus tard, le roi vient à passer par hasard par le moulin. Après avoir interrogé le couple, il comprend que le garçon qu'ils hébergent est celui dont il avait voulu se débarrasser. Il promet alors aux meuniers de donner deux pièces d'or à leur protégé si celui-ci apporte un message à la reine. Il rédige le message, qui dit que celui qui l'apporte doit être tué sur-le-champ, puis le confie au garçon qui, aussitôt, se met en route. Dans la forêt, il se perd, et il parvient à une petite maison. Il y trouve une vieille femme, qui l'avertit que l'endroit est un repaire de brigands qui le tueront s'ils le trouvent à leur retour. Le garçon est si fatigué, qu'il reste là et s'endort sur un banc.
Les brigands reviennent, le voient, et interrogent la vieille, qui leur dit qu'il est porteur d'une lettre destinée à la reine. En lisant la lettre, ils s'en émeuvent et décident de la remplacer par une autre, disant que la fille du roi doit avant son retour être donnée en mariage au messager. Ils le laissent dormir jusqu'au matin puis lui rendent la lettre à son réveil en lui indiquant le bon chemin.
À son arrivée chez la reine, dès qu'elle a lu le message, les noces sont célébrées. Le couple est heureux et, quand le roi revient, il n'y comprend rien, demande à lire la lettre, et se rend compte de la supercherie. Le roi exige alors de son gendre qu'il parte en enfer et qu'il lui rapporte trois cheveux d'or arrachés de la tête du Diable.

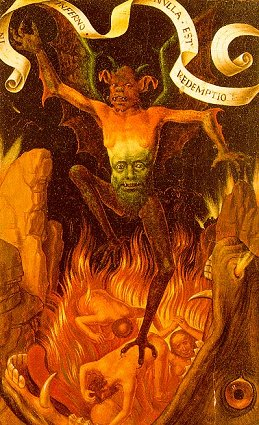
L'enfer. Peinture (v.1485) de Hans Memling.

Le garçon né coiffé accepte sa mission sans s'effrayer, prend congé et se met aussitôt en route. Il arrive à la porte d'une ville où il est arrêté par un garde, qui lui demande s'il sait dire pourquoi la fontaine de vin du marché s'est asséchée. Le garçon répond qu'il en donnera la raison dès son retour, et poursuit son chemin. Dans une autre ville, on lui demande pourquoi l'arbre qui y donnait des pommes d'or n'en fournit plus à présent et n'a même plus de feuilles. Le garçon fait de nouveau la promesse de l'expliquer quand il repassera. Il arrive ensuite devant un fleuve, où le passeur lui demande pourquoi il doit sans cesse aller d'une rive à l'autre sans que jamais personne ne vienne le relever. Le jeune homme fait la même promesse, et, dès qu'il a franchi le fleuve, il se retrouve devant la porte de l'enfer. Il entre, mais le Diable n'est pas là, et il ne trouve que la grand-mère de celui-ci, assise dans un fauteuil. Il lui explique ce qui l'amène. Elle l'avertit que si le Diable rentre et le trouve, il risque gros, mais promet tout de même de l'aider et, pour ce faire, elle le transforme en fourmi et le cache dans un pli de sa robe.
La fourmi fait part à la grand-mère du Diable des trois questions qui lui ont été posées et la grand-mère lui dit de bien écouter au moment où elle arrachera les trois cheveux. Le Diable rentre alors chez lui et, immédiatement, sent la chair humaine. Il fouille dans tous les coins mais ne trouve rien. Une fois qu'il a bien mangé et bien bu, le Diable pose sa tête sur les genoux de sa grand-mère pour qu'elle lui cherche des poux. Il ne tarde pas à s'endormir et la grand-mère en profite pour lui arracher un cheveu, ce qui le réveille brusquement. La vieille lui explique qu'elle a fait un drôle de rêve et que c'est sans le vouloir qu'elle l'a tiré par les cheveux. Elle raconte alors le rêve, qui est en fait la première question posée au jeune homme à présent transformé en fourmi. Le Diable explique que dans la fontaine se trouve un crapaud caché sous une pierre et que, si on le tuait, le vin se mettrait de nouveau à ruisseler. La grand-mère se remet à l'épouiller, attend qu'il s'endorme, lui arrache un deuxième cheveu, et lui pose la deuxième question. Le Diable explique qu'une souris ronge la racine de l'arbre et que, si on la tuait, l'arbre donnerait à nouveau des pommes d'or. Après arrachage du troisième cheveu, le Diable donne la réponse à la question du passeur. Celui-ci n'aurait qu'à jeter sa rame dans les mains de la première personne qui veut aller sur l'autre rive ; il serait libéré et l'autre devrait prendre sa place. Le Diable s'endort alors jusqu'au lendemain et, quand il s'en va, la fourmi sort du pli de la robe de la grand-mère, qui lui redonne son aspect initial. Il reçoit les trois cheveux d'or et rentre chez lui. Après avoir traversé le fleuve, il explique au passeur ce qu'il doit faire pour être délivré. Dans la ville au pommier, en récompense de la réponse, on lui offre deux ânes chargés d'or, et dans la ville à la fontaine, deux autres ânes également chargés d'or.
Le jeune homme né coiffé retrouve enfin sa femme. Quand le roi reçoit les trois cheveux d'or et voit les quatre ânes et leur précieux chargement, il se montre satisfait et estime que le jeune homme peut demeurer son gendre. Le roi lui demande cependant d'où vient tout cet or, et le jeune homme lui parle du fleuve qu'il a traversé et lui dit que, sur l'autre rive, l'or y est comme le sable : un passeur est là ; il suffit de se donner la peine de traverser et on peut alors se servir à loisir. En apprenant cela, mû par sa cupidité, le roi part sur-le-champ en direction du fleuve. Là, le passeur le fait traverser mais, dès qu'ils sont arrivés de l'autre côté, le passeur lui jette sa rame dans les mains et s'éclipse. À partir de ce moment, c'est le roi qui est obligé de ramer sans cesse d'une rive à l'autre, et c'est sans doute ce qu'il fait encore à présent.

## Classification
Le conte est rangé dans les contes de type AT 461, selon la classification Aarne-Thompson, « Les Trois Poils du Diable ». Le début du récit correspond au type AT 930, « La Prophétie qu'un garçon pauvre épousera une fille riche » (catégorie Contes-nouvelles : Contes du destin). En France, le conte-type 461 est particulièrement présent en Bretagne (cf. Les Trois Poils de la barbe d'or du Diable, Trégont-à-Baris, Fleur d'épine, La Princesse du Palais-Enchanté, rapportés dans François-Marie Luzel, Contes populaires de Basse-Bretagne, Paris, 1887). Une version poitevine est rapportée par Geneviève Massignon dans son recueil De bouche à oreilles.

## Adaptation
- Un épisode de la série d'animation Simsala Grimm[4].
- Le conte est aussi adapté dans l'épisode 18 de la deuxième saison de la série américaine Grimm

## Sources et bibliographie
- (fr) Paul Delarue, Marie-Louise Ténèze, Le Conte populaire français, édition en un seul volume reprenant les quatre tomes publiés entre 1976 et 1985, Maisonneuve et Larose, coll. « Références », Paris, 2002  (ISBN 2-7068-1572-8). Tome 2 (1964), p. 147-154.